# Теобалд II (Бар)
Теобалд II (Тибо II) (на френски: Thiébaut II de Bar, на немски: Theobald II von Bar; * ок. 1221, † 1291) е от 1240 г. до смъртта си граф на Бар и Мусон от Дом Скарпон.

## Живот
Той е син на Хайнрих II († 1239), граф на Бар и Мусон, и съпругата му Филипа дьо Дрьо.
Баща му е убит през 1239 г. в Светите земи, което Теобалд разбира едва през 1240 г. Понеже е още малолетен, майка му поема регентството за него до 1242 г.
През 1253 г. Теобалд участва в битката при Весткапеле в Зеландия през наследствената война във Фландрия. Той има конфликти със зет си граф Хайнрих V от Люксембург и през 1266 г. окупира господството Лигни и го пленява. През 1268 г. по решение на френския крал Луи IX Теобалд връща господството обратно на графа.
През 1245 г. Теобалд II се жени за Жана дьо Дампиер (* 1224, † 1246), вдовица на Хуго III, граф на Ретел, дъщеря на Гильом II дьо Дампиер (1196 – 1231), сеньор на Дампиер, и съпругата му Маргарете II Константинополска, графиня на Фландрия и Хенегау. Тя умира бездетна.
Теобалд се жени през 1246 г. втори път за Жана дьо Туси († 7 февруари/7 юли 1317), дъщеря на Жан, господар на Туси и съпругата му Емма дьо Лавал. Те имат 15 деца, между тях:
- Хайнрих III (* 1259, † 1302), граф на Бар и Мусон, 1293 г. женен за Елеонора Английска, дъщеря на крал Едуард I
- Теобалд (* ок. 1263, † 1312), епископ на Лиеж (1303 – 1312)
- Райналд († 1316), епископ на Мец
- Филипа от Бар († 1283), омъжена за Ото IV († 1303) от Дом Шалон, пфалцграф на Бургундия